# Frugtgrød
Frugtgrød er kogt, sødet og jævnet frugt og frugtsaft, eksempelvis:
- Abrikosgrød
- Blommegrød
- Jordbærgrød
- Rabarbergrød
- Stikkelsbærgrød
- Sveskegrød
- Rødgrød
- Æblegrød

Frugtgrød har konsistensen tilfælles med den oprindelige grød af gryn fra korn. Frugtgrød er  sød og benyttes som dessert.

## Kompot
Kompot er en slags grød, som ikke er ganske udkogt og ej heller pureret. Kompot kan dels bruges som andre slags grød, dels bruges som fyld i bagværk, ligesom marmelade.

## Rødgrød
Rødgrød af blandede røde frugter er en nordtysk og skandinavisk[kilde mangler] specialitet. Den serveres gerne med mælk eller fløde. 
I Danmark blev den udbredt omkring år 1900, hvor fremskridt på tre områder gjorde nyskabelsen oplagt: Mælk var blevet en rigelig vare, jordbær havde gennemgået en målrettet forædling (Dybdahl-jordbærret stammer fra denne tid), og sukker fra sukkerroer var blevet billigt.
Udtrykket  "rødgrød med fløde" ? er et dansk shibbolet.